# Don’t Think of Me
Don’t Think of Me – utwór brytyjskiej popowej piosenkarki Dido pochodzący z jej pierwszego albumu studyjnego, zatytułowanego No Angel. Twórcami tekstu piosenki są Dido Armstrong, Rollo Armstrong, Paul Herman i Pauline Taylor, natomiast jej produkcją zajął się Martin Glover. 7 lutego 2000 roku utwór został wydany przez BMG Rights Management tylko w Stanach Zjednoczonych jako drugi singel z płyty No Angel. Singel notowany był tylko na 35. miejscu na liście Hot Adult Top 40 Tracks.

## Notowania
| Lista (2000)                     | Najwyższa pozycja |
| -------------------------------- | ----------------- |
| Stany Zjednoczone (Adult Top 40) | 35                |